# Kaijaankivi
Kaijaankivi är en ö i Tykölänjärvi i Finland.   Den ligger i kommunen Valkeakoski i landskapet Birkaland, i den södra delen av landet, 130 km norr om huvudstaden Helsingfors. Kaijaankivi ligger 89 meter över havet.
Terrängen runt Kaijaankivi är platt. Runt Kaijaankivi är det ganska glesbefolkat, med 40 invånare per kvadratkilometer. Närmaste större samhälle är Valkeakoski, 9,0 km väster om Kaijaankivi. I omgivningarna runt Kaijaankivi växer i huvudsak blandskog.